# Sundo
Le Sundo (appelé Kouk Sun Do en Corée), est un art taoïste coréen basé sur la méditation, et qui vise au développement personnel de ses pratiquants, tant aux niveaux physique, mental et spirituel. À travers la pratique de la méditation, la respiration abdominale et la tenue de positions, le pratiquant cultive son « Ki » (énergie vitale, aussi appelée Qi en Chinois), et développe souplesse, aisance physique, santé et sérénité,. Assez semblable au Yoga indien ou au Qi gong chinois, le Sundo trouve ses origines dans les montagnes de l'actuelle Corée, il y a des millénaires ; la particularité de cet art est l'extrême richesse des exercices en fonction du niveau du pratiquant, qui permet une progression en douceur adaptée au rythme de vie de l'Humain moderne,.
Le Sundo (Hangul : 선도 ; Hanja : 仙道) ne doit pas être confondu avec le Sonmudo (Hangul : 선무도 ; Hanja : 禅武道). Bien que leurs prononciations paraissent semblables, le premier est une pratique de santé taoïste à base de postures statiques et de méditation, alors que le second est un art martial bouddhiste basé sur des mouvements dynamiques.

## Histoire et développement

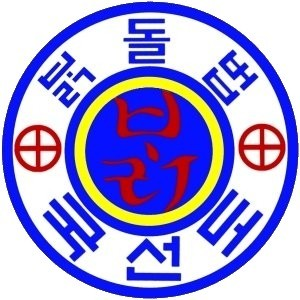
L'emblème original du Sundo

Le Sundo a des racines très anciennes, qui remontent à la Corée antique, au Nord-Est de l'Asie (la légende situe sa fondation il y a plus de 9800 ans, d'après les maîtres, mais sa pratique n'est attestée qu'à partir de la période des Trois Royaumes). Pratiqué pendant des siècles sous le nom de « Taoïsme de la Montagne » (San Saram), il a pris récemment le nom de Kouk Sun Do (ou Kukson-do, les caractères Hangeul et Hanja étant les mêmes pour les deux orthographes) en hommage à son institutionnalisation dans le Royaume de Paekche par l'ordre des Samrang (aussi appelés « Kukson ») en 320 apr. J-C. Après l'unification des Trois Royaumes (Koguryo, Silla et Paekche) par l'ordre des Hwarang, quelques pratiquants de Kouk Sun Do se retirèrent dans les montagnes afin de pratiquer librement leur art et ainsi assurer sa pérennité. Depuis lors, la pratique du Kouk Sun Do s'est transmise secrètement parmi des moines taoïstes des montagnes, de maître à élève, pendant des générations. Ce n'est qu'en 1967 que le moine Chung-Woon envoya son disciple Be-Kyung enseigner le Kouk Sun Do dans le reste du monde,.

### Be-Kyung
Le nom original de Be-Kyung était Chung-San (la Montagne Bleue). Vers la fin des années 1940, alors qu'il était enfant, Chung-San rencontra dans la montagne un moine taoïste nommé Chung-Woon (Nuages Clairs). La légende veut que Chung-Woon ait proposé d'apprendre à Chung-San comment briser des pierres à mains nues s'il acceptait de le suivre, lequel aurait accepté. Ainsi débuta la formation de Chung-San au Kouk Sun Do auprès de Chung-Woon et son maître Moo-Woon (Sans Nuage). En 1967, après une vingtaine d'années d'Ascèse et d'entraînement, Chung-Woon demanda à Chung-San de quitter la montagne pour aller diffuser la sagesse antique du Kouk Sun Do dans le monde. À cette occasion, Chung-San fut renommé Be-Kyung (la Frontière Secrète) par son maître. À la suite de quelques démonstrations des bienfaits de son art, Be-Kyung ouvrit la première école de Kouk Sun Do en 1970 à Séoul. Initialement, Be-Kyung enseignait la totalité des pratiques qu'il avait héritées des moines Kukson : les arts martiaux (Su Sul) et les arts internes (Kouk Sun Do) ; puis il se concentra sur la pratique interne, la plus importante à ses yeux. Au cours de cette période, il écrivit deux ouvrages disponibles uniquement en Corée : l'un relatant sa vie d'ermite auprès de Chung-Woon, l'autre contenant davantage d'informations sur le Kouk Sun Do en lui-même (histoire, objectifs, pratique...). En 1983, après s'être assuré que ses anciens élèves diffuseraient son art à leur tour, Be-Kyung retourna paisiblement à sa vie de moine taoïste dans les montagnes. Parmi les douze maîtres formés par Be-Kyung, Hyunmoon Kim est celui qui a le plus diffusé le Sundo au-delà des frontières de la Corée,,.

### Hyunmoon Kim
En 1979, après plusieurs années d'entraînement sous la direction de Be-Kyung, Hyunmoon Kim introduisit le Sundo en Occident, plus particulièrement aux États-Unis, au Canada et en Europe. Docteur en philosophie, maître Hyunmoon Kim combine la sagesse coréenne ancestrale et la psychologie occidentale moderne pour enseigner les principes taoïstes du Sundo, dans une optique de développement personnel destinée à améliorer la qualité de vie de ses élèves. Il est l'auteur d'un livre sur le taoïsme et les pratiques qui lui sont liées, intitulé The Tao Of Life. Il a ouvert une école de Sundo à West Hartford, Connecticut, et organise de nombreuses retraites de formation des Instructeurs à Barnet, Vermont. Maître Kim partage son temps entre son école de Sundo aux États-Unis et les cours qu'il donne à l'Université de Hanseo en Corée du Sud. Il est également président de l'Institut International de Recherche Culturelle sur le Sundo Taoïste (International Institute for Sundo-Taoist Cultural Research, IISCR) à Tangjin en Corée du Sud.

## En France

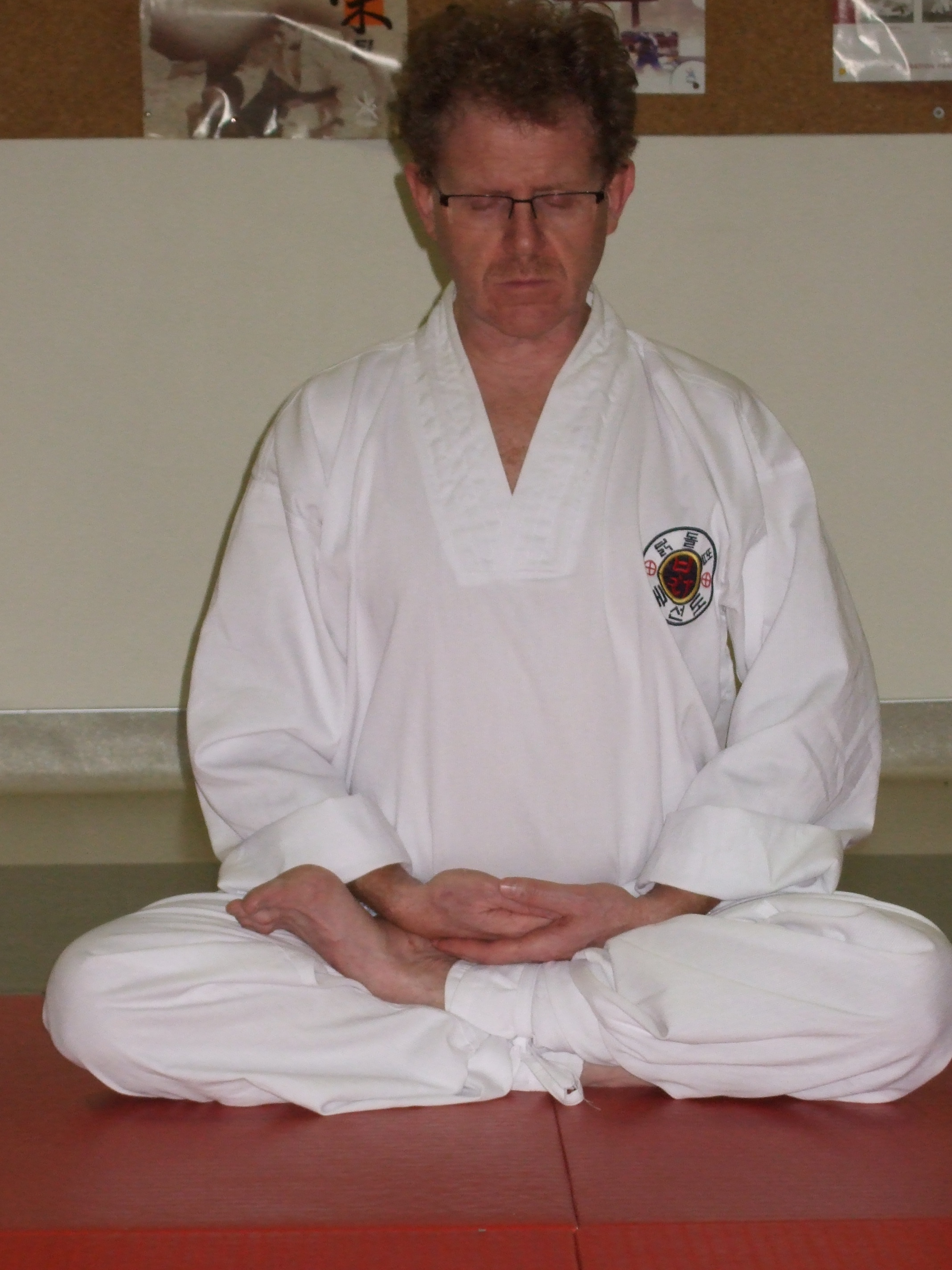
Maître Philippe Lewkowicz, représentant pour la France de la Kouk Sundo Federation

### Philippe Lewkowicz
Philippe Lewkowicz est le représentant pour la France de la Fédération internationale de Sundo. Pratiquant les arts martiaux depuis 1980, c’est en 1987 qu’il s’est initié au Sundo auprès de Maître Hyunmoon Kim. Ayant vécu vingt ans aux États-Unis, Maître Philippe Lewkowicz a passé plusieurs années à apprendre et à maîtriser les techniques du Sundo auprès de Maître Hyunmoon Kim, et il a finalement obtenu le diplôme de Maître de Sundo en 1996 en Corée. De retour en France pour des raisons professionnelles, Philippe Lewkowicz a continué à travailler au développement du Sundo.

### Nicolas Tacchi

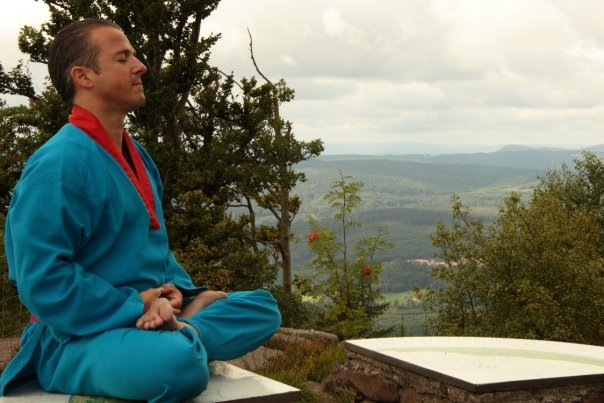
Maître Nicolas Tacchi, président de la Fédération Francophone de Sin Moo Hapkido, Sundo et disciplines associées

Nicolas Tacchi est un expert en arts martiaux coréens : il est le Président de la Fédération Francophone de Sin Moo Hapkido, Sundo et disciplines associées. Il a commencé la pratique du Sundo avec Maître Philippe Lewkowicz au début des années 2000, puis auprès de Maître Hyunmoon Kim, avec qui il a pris part à plusieurs stages en France ainsi qu'une retraite dans le Vermont, en vue de devenir Instructeur de Sundo. Également musicien professionnel à l’Opéra National de Lorraine depuis 1985, Nicolas Tacchi a pour projet de diffuser le Sundo parmi les musiciens professionnels et étudiants en prévention des pathologies dues aux métiers du spectacle en général et à la pratique d’un instrument de musique en particulier. Dans le cadre de ce projet, il est intervenu entre 2008 et 2012 à l'INSET de Nancy. De nombreux conservatoires dans le monde ont déjà inclus des pratiques internes semblables au Sundo dans leur cursus afin d’améliorer la respiration et la posture des musiciens. Plus généralement, le Sundo est une pratique interne fortement bénéfique dans un contexte de stress régulier lié à l'activité professionnelle, et peut donc être recommandé dans le cadre de campagnes de lutte contre l'anxiété au sein d'une entreprise, ou tout simplement pour le bien-être des employés. Il enseigne actuellement à Nancy, à la MJC Lillebonne,.

## La pratique du Sundo
Le Sundo est une technique visant à stimuler l’énergie interne (appelé le « Ki » par les Japonais et les Coréens, le « Qi » ou le « Chi » par les Chinois), grâce à des exercices de respiration, à des postures et à la méditation. L'énergie ainsi rassemblée sert ensuite à établir et maintenir les différents équilibres : physique, émotionnel et spirituel.
L’approche théorique du Sundo est la même qu’en acupuncture : en agissant sur les méridiens du corps, on atteint un état de relaxation, de calme intérieur, et on renforce également son système immunitaire, équilibrant ainsi le corps et l’esprit. Les exercices de base du Sundo, bien que très doux, améliorent aussi grandement souplesse et aisance physique, ce qui permet au pratiquant de se sentir au mieux dans son corps. Enfin, au terme d’un apprentissage assidu, le pratiquant aborde les exercices de méditation profonde, qui complètent son développement intérieur.

### Séance type

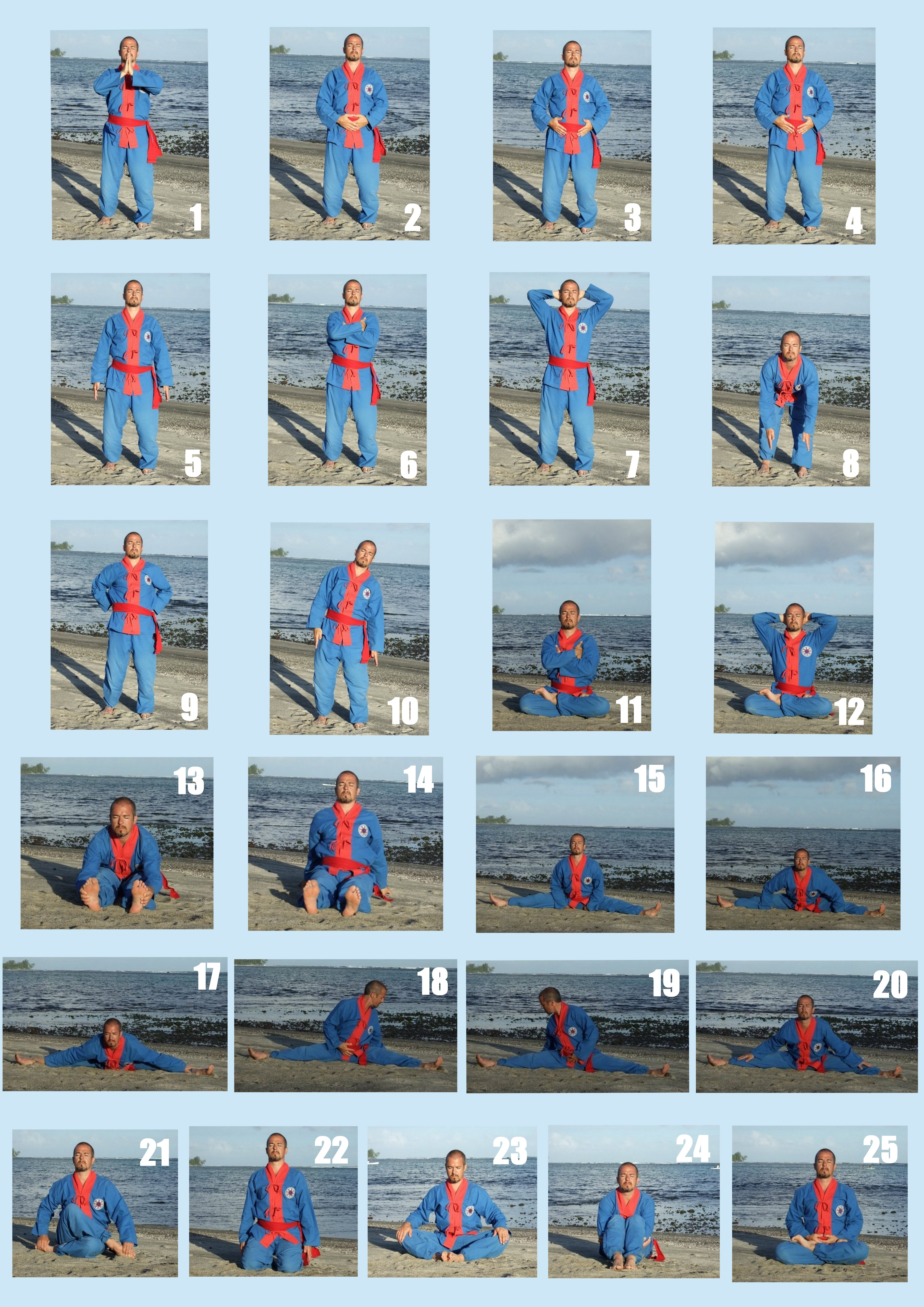
Le Premier Tableau du Sundo

Une séance de Sundo commence par un « échauffement long » (environ une demi-heure), composé d’étirements et d’auto-massages, et destiné à détendre le corps et à le préparer aux exercices qui suivent. Puis vient la partie « Méditation » (le cœur du travail), d’une durée de 40 minutes, pendant laquelle le pratiquant stimule son énergie et son corps par des exercices de tenue de positions (25 positions pour les débutants, une seule pour les maîtres), couplés à la respiration abdominale profonde appelée « respiration par le Danjeon », dont la difficulté varie en fonction du niveau de pratique. Enfin, la séance se termine avec une série d’exercices d’étirements et de torsions destinés à faire circuler l’énergie à travers les méridiens vers chaque organe interne, et à libérer le corps et les muscles de tous les blocages liés à la vie sédentaire. Cette troisième et dernière partie comporte également quelques exercices de renforcement musculaire en rythme,.
Si la pratique du Sundo est optimale lorsqu’elle se fait quotidiennement, effectuer deux ou trois séances par semaine suffit déjà à ressentir des améliorations majeures dans son bien-être physique et mental. Les pratiquants sont également invités à prendre part aux retraites organisées par les Instructeurs plusieurs fois par an. La progression pédagogique du Sundo se fait par « Tableaux », qui correspondent à l’enchaînement de postures à effectuer dans la deuxième partie de séance. Régulièrement, un changement de Tableau conduit à un changement de ceinture, jusqu’à la ceinture noire, à l’instar de nombreux arts martiaux coréens et japonais,.

### Progression
Le Sundo peut être pratiqué à tous âges, à tous niveaux, quelle que soit la condition physique initiale. Au fil de leur progression dans les Tableaux, les étudiants abordent pas à pas, et sans jamais forcer, des exercices de difficulté croissante.
La progression varie suivant la fréquence et la qualité de la pratique. Une fois ceinture rouge, le pratiquant peut se voir décerner le titre d’Instructeur, puis Instructeur Senior, et enfin Enseignant (Sa Bom Nim).
Il y a cinq niveaux de pratique dans le Sundo :
- Jung Ki Dan Boup - ceinture blanche puis blanche et jaune : « Se Recentrer » → 2 tableaux de 25 postures
- Keon Gon Dan Boup - ceinture jaune : « Unir l’Énergie du Ciel et de la Terre » → 1 tableau de 23 postures
- Won Ki Dan Boup - ceinture rouge, ceinture rouge et bleue et ceinture bleue : « Travailler avec l'Énergie Primordiale de l’Univers » → 3 x 10 tableaux de 12 postures
- Chook Ki Dan Boup - ceinture grise : « Nourrir l'Énergie Primordiale » → 1 tableau de 5 postures
- Jin Ki Dan Boup - ceinture noire : « Travailler avec l'Énergie Transformée, Pure » → une seule posture.

Les trois premiers tableaux correspondent aux niveaux débutant, moyen et avancé, jusqu'à la ceinture jaune. Puis viennent encore 31 tableaux.